# Ludger Hallermann
Ludger Hallermann (* 2. November 1936 in Hamm; † 6. März 2019) war ein deutscher Geodät und von 1974 bis 2002 Professor für Ingenieurgeodäsie an der Universität Bonn.

## Leben und Wirken
Nach dem Abitur in seiner Geburtsstadt und dem Studium an der Universität Bonn (1956–1960) promovierte Hallermann 1965 bei dem Astronomen Joseph Meurers. Anschließend widmete er sich der Ingenieurgeodäsie, die Gegenstand seiner 1971 abgeschlossenen Habilitationsschrift Beiträge zur Durchführung technischer Vermessungen wurde. Nach dem Referendariat (1964–1967) arbeitete er als Oberassistent am Geodätischen Institut der Universität Bonn weiter. 1974 wurde dort eine neue Abteilung Ingenieurgeodäsie eingerichtet und Hallermann zum Professor für diese Fachdisziplin berufen. Die Abteilung leitete Hallermann von Beginn an bis zu seiner Emeritierung 2002. Als Folge von Einsparzwängen konnte die Professur nicht wiederbesetzt werden.
Aufgrund seiner Spezialisierung auf die Prüfung von Vermessungsinstrumenten wirkte er in DIN- und ISO-Ausschüssen mit. Von 1976 bis 1978 leitete er die FIG-Kommission „Ingenieurvermessung“. Über drei Jahrzehnte betreute Hallermann, den Vortragsreihen an die Universitäten Helsinki und Warschau führten, die „Übersicht über die (nationale und internationale) Literatur im Vermessungswesen“ in der Zeitschrift für Vermessungswesen. Seine ungefähr 15 Regalmeter umfassende Bibliothek spendete er 2003 dem Dortmunder Förderkreis Vermessungstechnisches Museum.
Hallermann starb am 6. März 2019 und wurde am 16. März 2019 auf dem Friedhof Vilich in Bonn beigesetzt.

## Veröffentlichungen (Auswahl)
- Neue astrometrische Untersuchungen an Kugelsternhaufen mit einem Anhang: Untersuchungen über das Objektiv des Bonner Refraktors und die Möglichkeit von Relativanschlüssen bei verschiedenen Beobachtungsorten, Dissertation 1965
- Beiträge zur Durchführung technischer Vermessungen – Vermessungsarbeiten in Zusammenhang mit dem Bau und der Überwachung von technischen Objekten und Bauwerken, Habilitation 1971, Verlag der Bayerischen Akademie der Wissenschaften, München 1976, ISBN 978-3-7696-9273-0
- (Hrsg.) Beiträge zum II. Internationalen Symposium über Deformationsmessungen mit Geodätischen Methoden; Bonn, 25.–28. September 1978 / Proceedings of the II. International Symposium of Deformation Measurements by Geodetic Methods; Bonn/Germany, September 25 to 28, 1978, Konrad Wittwer Verlag, Stuttgart 1981, ISBN 978-3-87919-130-7